# 德勒尼克鄉
44°03′N 23°51′E / 44.050°N 23.850°E
德勒尼克鄉（羅馬尼亞語：Comuna Drănic, Dolj），是羅馬尼亞的鄉份，位於該國西南部，由多爾日縣負責管轄，處於布加勒斯特以西190公里，每年平均降雨量988毫米，海拔高度117米，2007年人口2,827。